# Witold Terechowicz
Witold Terechowicz (ur. 20 stycznia 1963) – polski kajakarz, medalista zawodów Przyjaźń-84, wielokrotny mistrz Polski.

## Kariera sportowa
Był zawodnikiem klubu Darzbór Szczecinek, w latach 1983-1984 reprezentował barwy Zawiszy Bydgoszcz
Jego największym sukcesem na arenie międzynarodowej były dwa srebrne medale na zawodach Przyjaźń-84 - w konkurencji K-1 1000 m i K-2 500 m (z Januszem Wegnerem). Na mistrzostwach świata w 1985 zajął miejsce 5. w konkurencji K-1 1000 m, 7. w konkurencji K-4 500 m.
Znalazł się w składzie reprezentacji Polski na Igrzyska Olimpijskie w Los Angeles w 1984, jednak nie wystąpił tam z powodu bojkotu zawodów przez władze polskie.
Dziewięciokrotnie zdobył tytuł mistrza Polski:
- K-1 500 m: 1982, 1983, 1985
- K-1 1000 m: 1983, 1984, 1985
- K-1 10000 m: 1983, 1984, 1985